# 둠스데이: 지구 최후의 날 (2008년 영화)
《둠스데이: 지구 최후의 날》(영어: Doomsday)은 2008년 공개된 SF 스릴러 영화이다.

## 출연

### 주연
- 로나 미트라
- 밥 호스킨스
- 에드리안 레스터
- 알렉산더 시디그
- 데이비드 오하라
- 말콤 맥도웰

### 조연
- 릭 워든
- 노라 제인 눈
- 레슬리 심슨

## 기타
- 프로듀서: 케빈 길
- 미술: 사이몬 보울스
- 세트: 조 스미스
- 배역: 제레미 짐머만

## 같이 보기
- 종말물